# Jens Höner
Jens Höner (* 16. Juni 1966 in Herford, früher Jens Hilbert) ist ein deutscher Marineoffizier, der eine Ausbildung zum Kampfschwimmer absolvierte.
Zur Bundeswehr kam Höner 1986 und wurde dort in Eckernförde von Wilhelm Probst zum Kampfschwimmer ausgebildet. Seine Leidenschaft zum Tauchen entwickelte Hilbert später weiter und gründete die deutsche Forschungsgruppe „Diamond-Divers“. Die Gruppe stellte einen Streckenrekord im Tauchen über eine Distanz von 55 Kilometern in 24 Stunden auf. Im Roten Meer stellte Höner 2002 mit einer Tiefe von 241 Metern den deutschen Tieftauchrekord auf. Im Jahr 2004 gelang es Hilbert und seiner Gruppe, das versunkene Wrack des Schweren Kreuzers Blücher am Oslo-Fjord in einer Tiefe von 94 Metern zu erforschen.
Höner war 2000 noch Mitglied der Nationalmannschaft der Apnoetaucher und war für die Bootsmannausbildung bei den Spezialisierten Einsatzkräfte Marine (SEK M) in Eckernförde verantwortlich. Wegen seiner damaligen Tätigkeit als Personalwerbeoffizier ist er der einzige, der sich in der Funktion als aktiver Kampfschwimmer öffentlich unmaskiert zeigt.
Nach 31 Jahren endet im Jahr 2017 Jens Höners Dienst als Kampfschwimmer.